# 蘇柳馬爾卡山
14°55′27″S 72°45′48″W / 14.92417°S 72.76333°W
蘇柳馬爾卡山（Sullu Marka），是秘魯的山峰，位於該國南部阿雷基帕大區，由拉烏尼翁省的瓦伊納科塔斯區負責管轄，屬於萬索山脈的一部分，海拔高度5,000米。